# Tre Mann
Tre'shaun Albert Mann, né le 3 février 2001 à Gainesville en Floride, est un joueur américain de basket-ball évoluant au poste de meneur aux Hornets de Charlotte

## Biographie

### Carrière universitaire
Entre 2019 et 2021, il joue pour les Gators de la Floride.
Le 24 mars 2021, il annonce qu'il se présente à la draft NBA 2021.

### Carrière professionnelle

#### Thunder d'Oklahoma City (2021-2024)
Le 29 juillet 2021, il est sélectionné à la 18e position de la draft 2021 de la NBA par le Thunder d'Oklahoma City.

#### Hornets de Charlotte (depuis 2024)
En février 2024, avec Dāvis Bertāns et Vasilije Micić, il est transféré aux Hornets de Charlotte en échange de Gordon Hayward.

## Statistiques

### Universitaires
Les statistiques de Tre Mann en matchs universitaires sont les suivantes :
| Saison    | Équipe   | Matchs | Titul. | Min./m | % Tir | % 3pts | % LF | Rbds/m. | Pass/m. | Int/m. | Ctr/m. | Pts/m. |
| --------- | -------- | ------ | ------ | ------ | ----- | ------ | ---- | ------- | ------- | ------ | ------ | ------ |
| 2019-2020 | Floride  | 29     | 4      | 17,6   | 35,6  | 27,5   | 65,5 | 1,90    | 0,69    | 0,59   | 0,07   | 5,34   |
| 2020-2021 | Floride  | 24     | 24     | 32,4   | 45,9  | 40,2   | 83,1 | 5,62    | 3,46    | 1,38   | 0,12   | 16,04  |
| Carrière  | Carrière | 53     | 28     | 24,3   | 42,2  | 34,9   | 78,8 | 3,58    | 1,94    | 0,94   | 0,09   | 10,19  |

### Professionnelles

#### Saison régulière
| Saison    | Équipe        | Matchs | Titul. | Min./m | % Tir | % 3pts | % LF | Rbds/m. | Pass/m. | Int/m. | Ctr/m. | Pts/m. |
| --------- | ------------- | ------ | ------ | ------ | ----- | ------ | ---- | ------- | ------- | ------ | ------ | ------ |
| 2021-2022 | Oklahoma City | 60     | 26     | 22,8   | 39,3  | 36,0   | 79,3 | 2,90    | 1,50    | 0,80   | 0,20   | 10,40  |
| Carrière  | Carrière      | 60     | 26     | 22,8   | 39,3  | 36,0   | 79,3 | 2,90    | 1,50    | 0,80   | 0,20   | 10,40  |

## Records sur une rencontre en NBA
Les records personnels de Tre Mann en NBA sont les suivants, :
| Type de statistique        | Saison régulière | Saison régulière          | Saison régulière |
| Type de statistique        | Record           | Adversaire                | Date             |
| -------------------------- | ---------------- | ------------------------- | ---------------- |
| Points                     | 35               | Celtics de Boston         | 21 mars 2022     |
| Paniers marqués            | 13               | Celtics de Boston         | 21 mars 2022     |
| Paniers tentés             | 24               | Clippers de Los Angeles   | 25 octobre 2022  |
| Paniers à 3 points réussis | 7                | Celtics de Boston         | 21 mars 2022     |
| Paniers à 3 points tentés  | 12               | Celtics de Boston         | 21 mars 2022     |
| Lancers francs réussis     | 8                | @ Knicks de New York      | 14 février 2022  |
| Lancers francs tentés      | 8                | 2 fois                    | 2 fois           |
| Rebonds offensifs          | 2                | 6 fois                    | 6 fois           |
| Rebonds défensifs          | 11               | Grizzlies de Memphis      | 9 avril 2023     |
| Rebonds totaux             | 12               | Grizzlies de Memphis      | 9 avril 2023     |
| Passes décisives           | 12               | Grizzlies de Memphis      | 9 avril 2023     |
| Interceptions              | 4                | Suns de Phoenix           | 24 février 2022  |
| Contres                    | 2                | Celtics de Boston         | 3 janvier 2023   |
| Balles perdues             | 8                | Timberwolves du Minnesota | 4 mars 2022      |
| Minutes jouées             | 47               | Grizzlies de Memphis      | 9 avril 2023     |

- Double-double : 1
- Triple-double : 1

Dernière mise à jour : 9 avril 2023

## Distinctions
- First-team All-SEC – Coaches (2021)
- Second-team All-SEC – AP (2021)
- McDonald's All-American (2019)
- Jordan Brand Classic (2019)